# Stahlblauer Grillenjäger
Der Stahlblaue Grillenjäger (Isodontia mexicana) ist eine Grabwespe aus der Familie Sphecidae.

## Merkmale
Die Tiere werden 15 bis 20 mm lang, Männchen sind etwas kleiner als Weibchen. Der Körper, einschließlich der Beine, ist einfarbig schwarz gefärbt, nur die hinteren Tibien können selten rötlich aufgehellt sein. Die Flügel sind rauchig getrübt schwärzlich, bei seitlichem Lichteinfall mit auffallendem Blauschimmer. Die Tiere besitzen einen lang gestielten Hinterleib, das Stielglied (Petiolus) ist deutlich nach unten gekrümmt und erreicht die Länge des ersten Glieds der Hintertarsen. Die Hintertarsen sind auffallend lang abstehend hell behaart. Die Kopfvorderseite (Gesichtspartie) ist vollständig mit dicken schwarzen Borsten bedeckt. Von den in Mitteleuropa einheimischen Sphecinae mit langgestieltem Hinterleib unterscheidet sich die Art durch die blauen Flügelreflexe und das Fehlen rot oder gelb gefärbter Körperabschnitte. Bei der ähnlichen, sehr seltenen Chalybion femoratum ist der Körper blaugrün metallisch glänzend und die Hinterschenkel des Weibchens rot gefärbt. Die Art ist in Mitteleuropa unverwechselbar und hier die einzige Isodontia-Art, in Südosteuropa leben aber einige autochthone Arten der Gattung.

## Verbreitung
Die ursprüngliche Heimat von Isodontia mexicana sind Mittel- und Nordamerika. Die Art kommt durch ganz Nordamerika östlich der Rocky Mountains vor, ist aber im Südwesten selten (Nachweise nur aus Süd-Arizona und Sonora, Mexiko).
Die Art wurde in den 1960er Jahren nach Südfrankreich eingeschleppt. Sie hat sich von hier aus über große Teile Südeuropas ausgebreitet und zählt an der Alpensüdseite lokal heute zu den häufigsten Grabwespenarten. Die Art ist über den Süden Frankreichs, Spanien, ganz Italien und große Teile der nördlichen Balkanhalbinsel verbreitet und breitet sich schnell weiter aus. Sie fehlt noch im Norden Frankreichs (nördlich etwa bis zum Departement Lot). 2016 wurde sie erstmals in England nachgewiesen. Sie kommt in den Südalpen bis in etwa 1000 Meter über Meereshöhe vor.
In Mitteleuropa werden große Teile Österreichs und der Schweiz, nördlich bis ins Bundesland Salzburg und bis Luzern, besiedelt. Sie wurde 1998 erstmals auch in Deutschland nachgewiesen. Beobachtungen liegen von Kehl bei Straßburg und vom Kaiserstuhl sowie aus der Mooswaldsiedlung in Freiburg, also aus der südlichen Oberrheinebene, vor. Am mittleren Oberrhein ist die Grabwespen-Art seit Ende der 2010er Jahre vertreten.
2017 wurde die Art erstmals in Berlin nachgewiesen. Weitere Funde aus Schleswig-Holstein und Niedersachsen zeigen, dass I. mexicana inzwischen ganz Deutschland zumindest lückig besiedelt hat.
2023 wurde die Art in Hamburg nachgewiesen.

## Lebensweise
Die Art ist imaginal im Hoch- und Spätsommer anzutreffen. In Nordamerika sind zwei aufeinanderfolgende Generationen nachgewiesen. Überwinterung erfolgt als verpuppungsbereite Altlarve (Präpuppe) der zweiten Generation, innerhalb des Hohlraums. In Mitteleuropa werden ebenfalls zwei Generationen vermutet. In einem einzelnen Nest können sowohl Männchen wie auch Weibchen überwiegen, prinzipiell ist das Geschlechterverhältnis aber etwa 1:1. Innerhalb eines Hohlraums entwickeln sich die Weibchen immer in den tiefer liegenden, hinteren Zellen, sie schlüpfen dementsprechend etwas später aus.
Das Nest wird in oberirdischen Hohlräumen angelegt. Angenommen werden natürliche und künstliche Hohlräume aller Art, z. B. Schilfhalme (v. a. Riesenschilf Arundo donax). Die Art tritt in Amerika regelmäßig in Wildbienen-Nisthilfen mit vorgebohrten Löchern auf, die z. B. zur Förderung der Luzerne-Blattschneiderbiene (Megachile rotundata) ausgebracht werden. Weit verbreitet ist auch eine Besiedlung der Fugen von Sturmabdeckungen für Fenster. In Florida werden sogar die Fangschläuche der insektenverdauenden Schlauchpflanze Sarracenia minor genutzt.
Die Art legt meist ein bis sechs hintereinanderliegende Brutzellen an. Die einzelnen Brutzellen werden mit Abschnitten von (welken) Grasblättern abgetrennt. Dieses Verhalten ist hoch charakteristisch für die Gattung Isodontia und tritt bei anderen Grabwespen nicht auf. Am Ende ragt meist ein mehr oder weniger langes Büschel einzeln eingetragener, meist welker Grasblätter als Verschlusspfropfen aus der Röhre heraus.
Als Beute dienen Grillen und Laubheuschrecken. Wichtigste Beuteart in Europa und Nordamerika sind Blumengrillen der Gattung Oecanthus, in Europa in erster Linie das Weinhähnchen (Oecanthus pellucens). Daneben werden verbreitet Schwertschrecken der Gattung Conocephalus erbeutet, in Europa vor allem die weit verbreitete und oft mit dem Weinhähnchen vergesellschaftete Langflüglige Schwertschrecke, im südlichen Oberrheingraben vor allem die zarte Gemeine Eichenschrecke. Die drei Larvenstadien werden extrem schnell, in vier bis sechs Tagen, durchlaufen. Die Puppenruhe der Sommergeneration dauert zwei bis drei Wochen, die Verpuppung findet dabei in einem selbst gesponnenen Kokon statt.
Nester von Isodontia mexicana werden oft von Parasiten und Parasitoiden befallen. Häufig werden Fliegenarten der Familien Phoridae und Sarcophagidae angetroffen, die sich als Kleptoparasiten von den erbeuteten Heuschrecken ernähren. Die Grabwespenlarve kann den Befall überleben, allerdings bleibt die ausschlüpfende Wespe dann deutlich kleiner.
Ein auf die Gattung Isodontia spezialisierter Parasitoid ist die Erzwespenart Leucospis sinensis. Dieser aus Ostasien stammende Hautflügler ist mittlerweile in Europa eingewandert und hat spätestens 2025 auch Deutschland erreicht.
Die imaginalen Wespen sind Blütenbesucher. Oft genannt werden Blüten von Goldruten- (Solidago) Arten sowie Mannstreu (Eryngium), darunter auch die oft als Zierpflanze in Gärten gepflanzte Eryngium planum. Zwischen Ende Mai und Anfang Oktober kann man am Oberrhein die Grabwespen beim Besuch von Berg-Haarstrang und Goldruten beobachten.

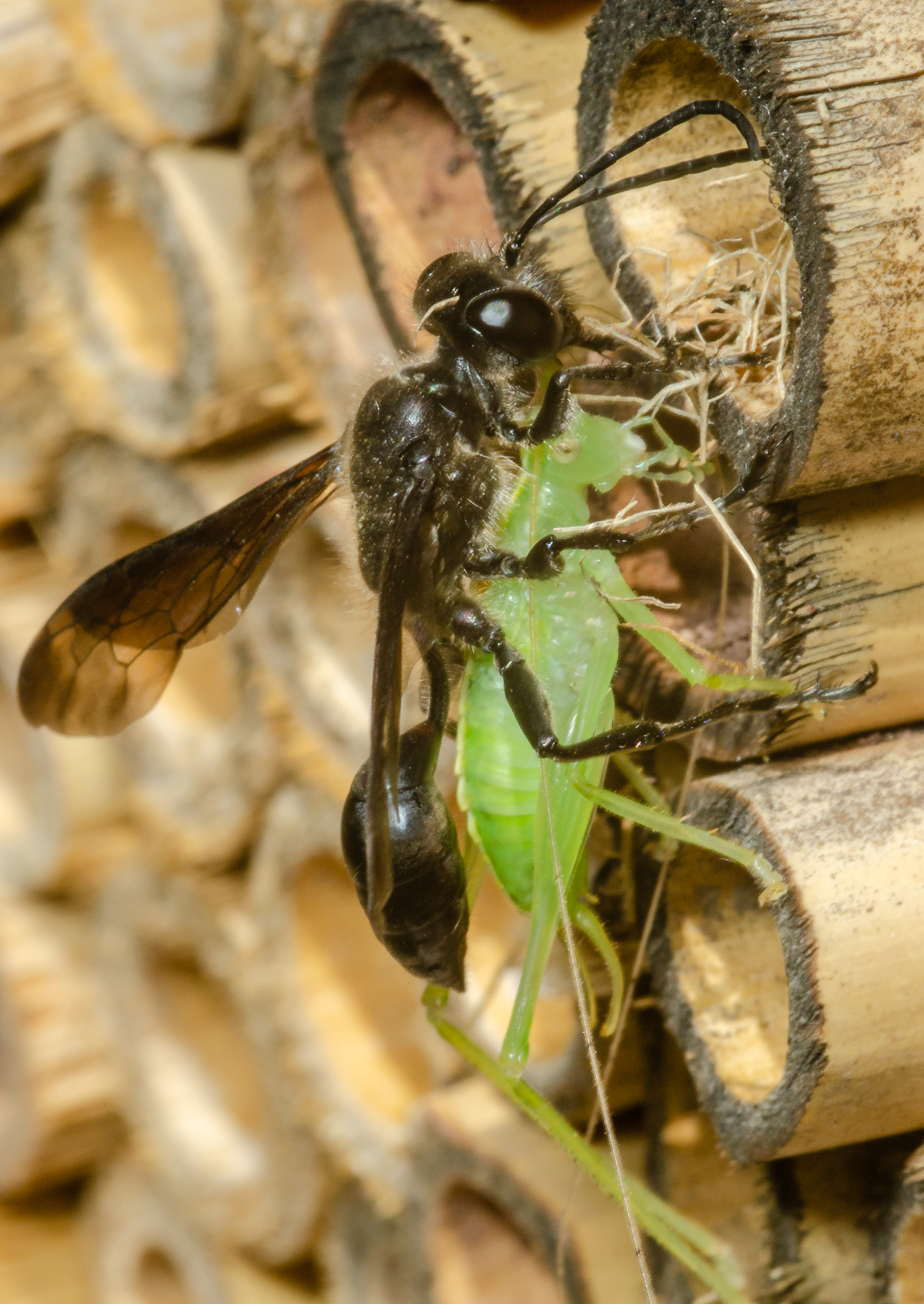
Mit Beute vor der Nisthilfe
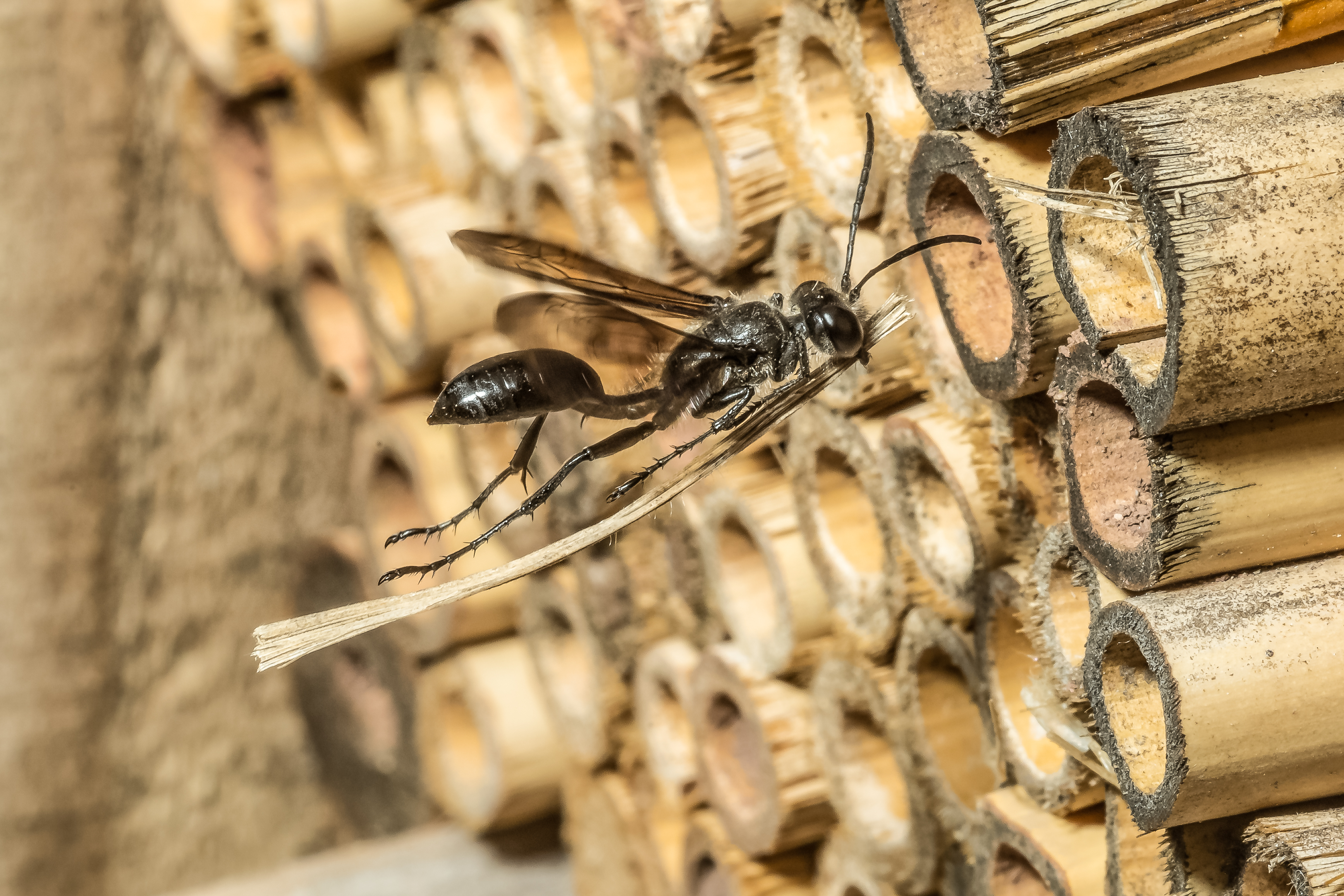
Mit Nistmaterial im Anflug auf die Nisthilfe
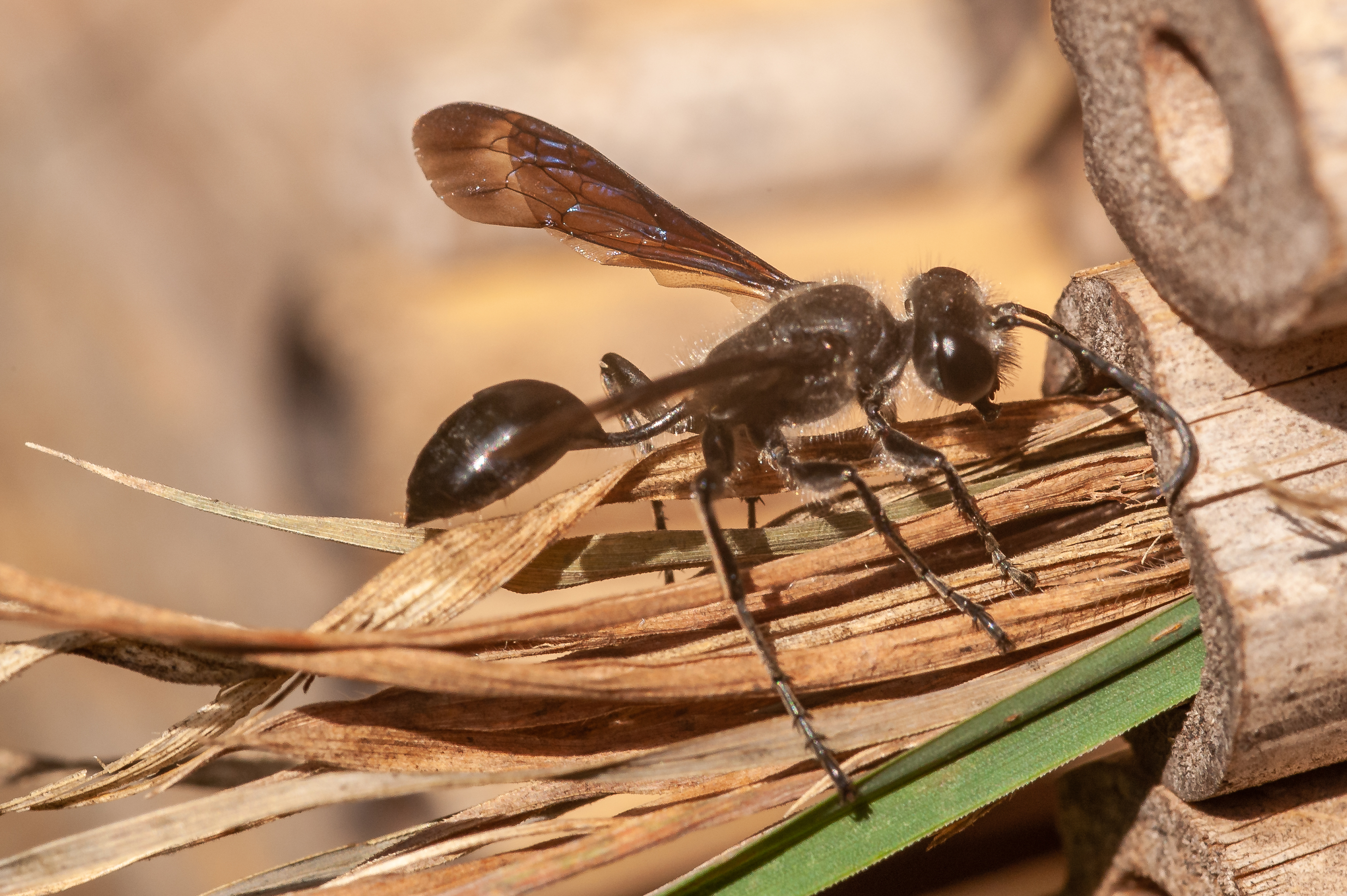
Verschließen des Zugangs zur Nisthilfe
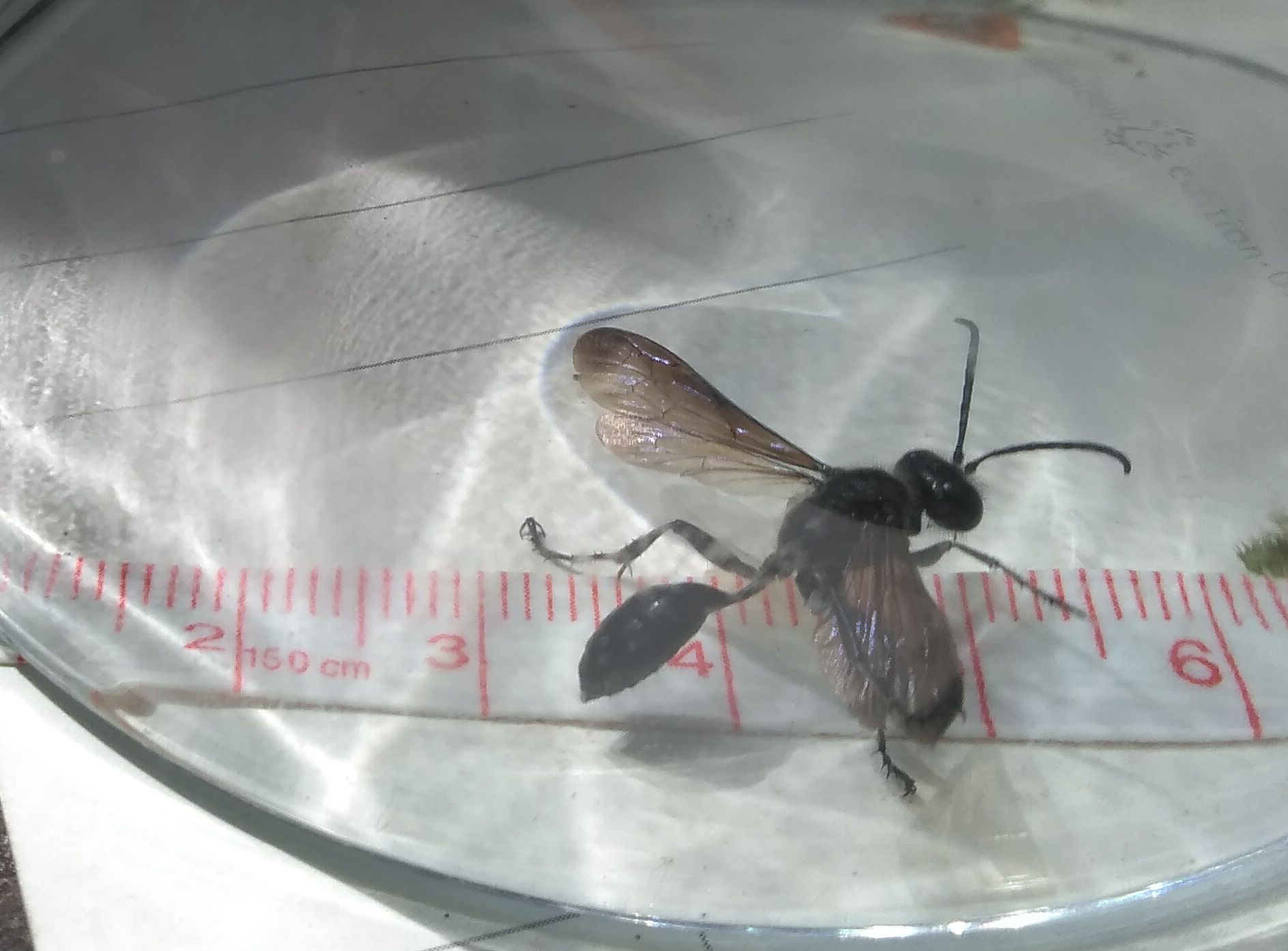
Auf Maßband, München im August 2024

## Systematik
Isodontia mexicana wurde 1867 von Henri de Saussure als Sphex apicalis varietas Mexicana erstbeschrieben. Die Gattung Isodontia ist fast weltweit verbreitet und umfasst 61 Arten.